# Symplectoscyphus naumovi
Symplectoscyphus naumovi är en nässeldjursart som beskrevs av Blanco 1969. Symplectoscyphus naumovi ingår i släktet Symplectoscyphus och familjen Sertulariidae. Inga underarter finns listade i Catalogue of Life.